# 1914년 독일에 대한 영국의 선전포고
영국의 독일에 대한 선전포고는 1914년 8월 4일에 일어났다. 이 선전포고는 독일 제국이 중립국 벨기에에서 군대를 철수하라는 요구를 거부한 결과였다. 1839년에 그레이트브리튼 아일랜드 연합왕국, 프랑스, 프로이센(독일 제국의 가장 큰 전신)은 벨기에의 주권을 보장하는 런던 조약에 서명했다.
그러나 실제 이유는 프랑스가 패배하여 서유럽에서 독일의 패권을 초래할 수 있다는 영국의 두려움과 관련이 깊었다. 크리스토퍼 클라크는 영국 내각이 1914년 7월 29일, 벨기에 국경을 보장하는 1839년 조약의 서명국이라는 사실이 독일의 벨기에 침공에 군사력으로 반대할 의무를 부여하지 않는다고 결정했다고 지적했다. 이사벨 V. 헐에 따르면:
아니카 몸바우어는 현재의 역사 연구를 정확히 요약한다: "벨기에 강간이 영국의 독일에 대한 선전포고의 진정한 동기였다고 여전히 주장하는 역사가들은 거의 없다." 대신, 벨기에 중립의 역할은 여론을 동원하기 위한 변명, 내각의 당황한 급진주의자들이 평화주의 원칙을 버리고 재직을 정당화하기 위한 구실, 또는 – 더 음모론적인 버전에서는 – 노골적인 제국주의적 이익을 위한 은폐로 다양하게 해석된다.
더 자세한 내용은 영국의 제1차 세계 대전 참전을 참조하라.
당시 런던의 영국 정부는 영국 식민지와 보호령뿐만 아니라 5개 자치령의 외교 문제도 담당했으므로, 그 선전포고는 대영 제국 전체를 대표하여 이루어졌다.

## 사건의 순서
1914년 8월 3일, 외무장관 에드워드 그레이 경은 런던 주재 벨기에 공사관으로부터 받은 정보를 하원에 발표했다. 그는 벨기에 관리들이 독일에 벨기에 영토의 자유 통행을 포함하는 우호적 중립을 제안하고, 평화 종결 시 왕국의 독립과 소유물 유지를 약속하며, 거부할 경우 벨기에를 적으로 간주하겠다고 통보받았다고 전했다. 답변 시한은 12시간으로 정해졌다. 그레이는 하원에 벨기에가 독일과 어떤 협정도 맺지 않겠다고 자신에게 통보했음을 알렸다.
1914년 8월 4일, 총리 H. H. 애스퀴스는 하원에서 다음 성명을 발표했다:
벨기에 국왕은 벨기에를 위해 그의 폐하에게 외교적 개입을 호소했습니다. 폐하의 정부는 또한 독일 정부가 벨기에 정부에 우호적 중립을 제안하는 각서를 전달했으며, 이는 벨기에 영토를 통한 자유 통행을 수반하고 평화 종결 시 왕국과 그 소유물의 독립성과 완전성을 유지할 것을 약속하며, 거부할 경우 벨기에를 적으로 간주하겠다고 위협했습니다. 답변은 12시간 이내에 요청되었습니다. 우리는 또한 벨기에가 이를 국제법에 대한 명백한 위반으로 간주하여 단호히 거부했음을 이해합니다. 폐하의 정부는 독일이 자신들과 마찬가지로 당사자인 조약의 이러한 위반에 항의할 의무가 있으며, 벨기에에 대한 요구가 진행되지 않고 벨기에의 중립이 독일에 의해 존중될 것이라는 보장을 요청해야 합니다. 즉각적인 답변을 요구해야 합니다.

1914년 8월 5일, 애스퀴스는 하원에 다음과 같이 말했다:
베를린 주재 우리 대사는 어젯밤 7시에 여권을 받았고, 어젯밤 11시부터 독일과 우리 사이에 전쟁 상태가 존재했습니다.
우리는 브뤼셀 주재 우리 공사로부터 다음 전보를 받았습니다. "방금 외무장관으로부터—" 즉 벨기에 외무장관으로부터— "다음과 같은 문자 그대로의 번역된 각서를 받았습니다: '벨기에 정부는 오늘 아침 독일의 무장 병력이 조약에 의해 약속된 의무를 위반하여 벨기에 영토에 침입했음을 폐하의 정부에 알려드리게 되어 유감입니다.'"

같은 회의에서 하원은 전비를 위해 1억 파운드(£{{인플레이션}} 오류: |index=UK-GDP(매개변수 1)에 해당되는 인덱스가 없음 (도움말) in 2019)의 신용을 승인하는 데 투표했다.
같은 날, 런던 가제트는 전날(8월 4일) 날짜의 두 문서를 담은 특별 보충판을 발행했다. 첫 번째는 외무부에서 발행한 것이었다:
전쟁 상태
폐하의 정부는 1914년 8월 4일 독일 정부에 독일이 벨기에의 중립을 존중할 것이라는 폐하 정부의 요청에 대한 만족스러운 답변이 그날 자정까지 접수되지 않으면, 폐하의 정부는 그 중립과 독일이 영국만큼이나 당사자인 조약의 준수를 지지하기 위해 모든 조치를 취할 의무를 느낄 것이라고 통보했다.
이 통보의 결과로 베를린 주재 폐하의 대사가 여권을 요청해야 했으므로, 폐하의 정부는 오늘 밤 11시부터 양국 간에 전쟁 상태가 존재함을 독일 정부에 공식적으로 통보했다.
외무부,
1914년 8월 4일

두 번째는 조지 5세 국왕의 이름으로 발행된 추밀원칙령으로, 1907년 헤이그 협약에 따른 상선 지위에 관한 것이었다. 이는 다음과 같이 시작했다:
폐하께서는 이 나라와 독일 사이에 전쟁 상태가 존재함을 명심하시고, ...

윈스턴 처칠은 나중에 다음과 같이 썼다:

자정 11시 – 독일 시간으로는 12시 – 에 최후통첩이 만료되었다. 해군 본부의 창문은 따뜻한 밤공기에 활짝 열려 있었다. 넬슨이 명령을 받았던 지붕 아래에는 소수의 제독들과 함장들, 그리고 연필을 든 여러 서기들이 모여 기다리고 있었다. 궁전 방향에서 들려오는 거대한 군중이 "하느님, 국왕을 보호하소서"를 부르는 소리가 몰을 따라 흘러들어왔다. 이 깊은 파도 위로 빅 벤의 종소리가 울려 퍼졌고, 정시의 첫 타종이 울리자 방 전체에 움직임이 일었다. "독일에 대한 적대 행위를 개시하라"는 전쟁 전보가 전 세계의 화이트 인사인 선박과 시설로 번쩍이며 전달되었다.

나는 호스 가드 퍼레이드를 가로질러 내각 회의실로 가서 총리와 모여 있던 장관들에게 임무가 완수되었음을 보고했다.— 윈스턴 처칠

8월 5일 아침, 루이스 하코트 식민지 장관은 제국방위위원회의 소위원회를 주재하며 내각에 독일의 해외 식민지 대부분, 즉 독일령 동아프리카, 독일령 남서아프리카, 토골란드, 독일령 카메룬을 점령하기 위한 원정대를 파견하고, 오스트레일리아에게 독일령 뉴기니와 야프섬을 점령하고, 뉴질랜드에게 사모아와 나우루를 점령하기 위한 원정대를 파견할 것을 권고했다.

## 같이 보기
- 영국 선전포고 목록
- 제1차 세계 대전 선전포고 목록
- 1939년 독일에 대한 영국의 선전포고